# Erik Eriksson Niurenius
Erik Eriksson Niurenius, född på 1620-talet, död före 1665, var en svensk lantmätare; antagligen son till kyrkoherden i Umeå Erik Niurenius, som var bror till Olaus Petri Niurenius.
Niurenius skall ha blivit student redan 1638 och ägnade sig sedan åt lantmäteri och fortifikation samt var konduktör vid Fortifikationsstaten 1648, då han sändes till de norrländska städerna för att, efter Nicodemus Tessin d.ä.:s information, kring dem "avsticka staketer" (pålverk såsom tullstängsel).
År 1649 fick Niurenius instruktion angående gatornas "upprättande" i dessa städer, och 16 juli samma år utnämndes han till stadsingenjör för städerna i Västernorrland samt fick instruktion om reglering av samtliga städer från Gävle i söder till Torneå i norr. Han skulle närmast utstaka och uppmäta Sundsvall, som borde flyttas något, Luleå, som även skulle flyttas, och en planerad stad (Hedvigstad) vid Storkåge mellan Umeå och Piteå. I de övriga städerna skulle Niurenius övervaka, att vederbörande stadsplaner följdes samt att "staketer" uppsattes. Åren 1657–61 var han lantmätare i Öster- och Västerbotten.